# La Macorina
María Calvo Nodarse (1892 em Guanajay - 15 de junho de 1977, em Havana, Cuba), mais conhecida como La Macorina, foi uma mulher cubana, de origem afro-chinesa, que trabalhava como prostituta e foi protegida do ex-presidente de Cuba, José Miguel Gómez, durante a Guerra de Chambelona. Ela foi a primeira mulher a ter carteira de motorista nas Américas.

## Biografia
La Macorina nasceu María Constancia Caraza Valdés, em 1892, em Guanajay, Cuba, então província de Pinar del Río. Ela era de ascendência afro-chinesa, todavia sua carteira de motorista dizia que ela era branca. Aos 15 anos ela saiu de casa e se mudou para Havana com o namorado. Embora seus pais tentassem fazer com que ela voltasse, ela permaneceu em Havana. Enfrentando dificuldades financeiras, La Macorina voltou-se para a prostituição.  Ela assumiu o nome de María Calvo Nodarse e mudou-se para a Rua Galiano, um local popular em Havana na época, inclusive para prostituição.
Sua beleza, elegância e personalidade ajudaram La Macorina a entrar nos círculos mais seletos da sociedade cubana da época. Ela era seletiva com seus clientes. Em entrevista a Guillermo Villarronda, para a revista Bohemia em 1958, ela disse: "mais de uma dúzia de homens estavam aos meus pés, cheios de dinheiro e implorando por amor". Ela usava o cabelo curto no estilo Garçon, considerado escandaloso na época, e fumava charutos.
Quando se aposentou em 1934, ela havia acumulado uma fortuna. Ela possuía mansões em Havana, Calzada, Linea e San Miguel, cavalos de corrida, vestuário luxuoso e uma grande coleção de joias valiosas, além de 9 carros. 

### Guerra de Chambelona
O general, depois presidente, cubano José Miguel Gómez foi um de seus protetores. La Macorina o apoiou durante a Guerra de Chambelona. Quando Gómez foi preso no Castillo del Príncipe, La Macorina manteve sua lealdade. Ela o visitou e fez campanha por sua libertação e transportou seus apoiadores em seus carros. A própria La Macorina ficou presa por 25 dias na prisão de Havana durante o período de oposição ao presidente Mario García Menocal. Embora Menocal tenha ordenado que ela fosse tratada com severidade na prisão, o diretor Andrés Hernández providenciou para que ela tivesse aposentos separados e, em suas palavras, "me tratou como uma rainha".

### Declínio e morte
La Macorina se aposentou em 1934, quando a economia do país entrou em crise e, aos 42 anos. Embora tivesse acumulado uma fortuna, ela gastava dois mil pesos por mês e, posteriormente, teve que começar a vender seus bens. Seus amigos anteriores se distanciaram dela e ela acabou vivendo na pobreza em um quarto alugado em Havana. La Macorina morreu em Havana em 15 de junho de 1977.

## Na cultura popular
Depois o amanhecer

Que dos meus braços te tira

E eu não sei o que fazer

Com esse cheiro de mulher

De manga e cana nova

Com que me encheste de som

Quente como aquele Danzón

—Poem by Alfonso Camín
-Recorded as a song by Chavela Vargas
O asturiano Alfonso Camín escreveu um poema sobre ela, chamado "Macorina ", que mais tarde foi gravado em canção por Chavela Vargas, uma das canções mais conhecidas de sua carreira. O refrão é um sugestivo “Põe sua mão aqui, Macorina...". Vargas conheceu La Macorina em Havana "saindo de um carro branco" e ficou impressionada com seus "olhos puxados e cabelos ferozes". Mais tarde, ela disse sobre La Macrorina “Ela era uma mulher bonita. Preta misturada com China. Eu a vi e fiquei sem palavras.” A canção tornou-se o "hino lésbico" e foi proibida na Espanha durante o Franquismo.
La Macorina frequentemente dirigia por Havana em um conversível vermelho Hispano-Suiza. O artista Cundo Bermúdez a retratou naquele cenário em uma pintura de memória, em 1978, um ano após sua morte.  O carro vermelho também apareceu na letra modificada da gravação da década de 1950 de "Macorina ", de Abelardo Barroso. 
O poeta Vigil Díaz escreveu com entusiasmo sobre La Macorina em sua coluna "Fatamorgana" para o jornal dominicano Listín Diario. 
Em seu romance Las Impuras, Miguel de Carrion baseou a personagem principal La Aviadora em La Macorina.
No desfile das fanfarras durante a festa anual das Charangas de Bejucal, La Macorina foi homenageada como uma das personagens do desfile por uma boneca com máscara no rosto.  A boneca foi preservada.  La Macorina ainda é uma das personagens das Charangas, estando habitualmente presente nos carros alegóricos de "La Espina de Oro" e no "La Ceiba de Plata".

## Origem de "La Macorina"
O apelido de La Macorina teria vindo de um jovem bêbado. Ao passar pela Acera del Louvre (o terraço do café Louvre onde os literatos e jogadores de beisebol de Cuba se encontravam), o jovem ao ver sua beleza disse "lá vai La Macorina!". Ele pretendia dizer "La Fornarina", confundindo-a com a famosa cupletista espanhola Consuelo Bello, comumente chamada de La Fornarina, devido à famosa pintura de mesmo nome do mestre italiano Raphael, sobre sua amante Margarita Luti.

## Carros e direção
O primeiro carro de La Macorina, um Ford, foi-lhe apresentado como compensação por um político influente que a atropelou com o seu carro. De posse do carro, ela se inscreveu e obteve a carteira de motorista de Havana em 1917 com o nome de María Calvo Nodarse, sendo assim a primeira mulher nas Américas a obter uma carteira.
Na época, as licenças podiam ser negadas, caso o requerente fosse de "caráter imoral". Especula-se que La Macorina tenha utilizado sua prática profissional para obter sua licença. Há relatos anedóticos de que La Macorina teve problemas com a polícia logo após obter sua carteira de habilitação por dirigir mal.
Na época de sua aposentadoria em 1934, ela possuía 9 carros, a maioria de marcas europeias,  incluindo uma Mercedes vermelha e dois da Hispano-Suiza, um branco e um conversível vermelho. Ela era frequentemente vista dirigindo por Havana em uma das Hispano-Suizas com música popular da época tocando alto.  Os atuais proprietários de seus carros às vezes os reúnem como o "La Macorina Club"  para exposições em Havana.